# 河野安楽寺
河野安楽寺（かわのあんらくじ）は岐阜県各務原市小佐野町にある阿弥陀如来を本尊とする浄土真宗本願寺派の寺院で、山号は寺島山。濃尾地方の浄土真宗の濫觴となった河野九門徒の一つ。

## 歴史
創建不詳。創建時は蘇原の寺島にあり、天台宗の寺院であったが後に浄土宗に改宗した。嘉禎元年（1235年）、住持の円入が三河国柳堂（妙源寺）で河野通勝ら八人の仲間とともに親鸞の教えを聞いて帰依し、浄土真宗に改めた。この九人の流れを汲む9つの寺院が濃尾地方で浄土真宗の流布の始めとされ、河野九門徒と称される。戦国時代に戦禍を被り大佐野、尾関を経て浄円が現在地へと移転して再興を果たした。昭和30年（1955年）に回禄の災いに遭うが、同39年（1964年）に復興を果たしている。